# Liocarpilodes
Liocarpilodes is een geslacht van kreeftachtigen uit de klasse van de Malacostraca (hogere kreeftachtigen).

## Soorten
- Liocarpilodes armiger (Nobili, 1906)
- Liocarpilodes biunguis (Rathbun, 1906)
- Liocarpilodes harmsi (Balss, 1934)
- Liocarpilodes integerrimus (Dana, 1852)
- Liocarpilodes kauaiensis (Edmondson, 1962)
- Liocarpilodes pacificus Balss, 1938